# Карл Ротгаммель
Карл Ротгаммель (нім. Karl Rothammel; 25 грудня 1914, Фюрт, Баварія, Німеччина — 29 листопада 1987, Зоннеберг, Тюрингія, Німеччина) — німецький радіоаматор, педагог та письменник, автор перших видань двотомника «Ротгаммелева книга антен» (нім. Rothammels Antennenbuch) — класичної німецької роботи з антенних технологій.

## Життєпис
Карл Ротгаммель народився в 1914 році в сім'ї Адольфа та Бетті Ротгаммель. Радіоаматорством захопився у 1932 році. Першим його позивним був «DE3040/L». З 1954 року він виходив у етер під позивним «DM2ABK», а з 1980 року й до смерті під «Y21BK» або «Y30ABK». 
Під час Другої світової війни Карл Ротгаммель був оператором ВПС. Після війни працював корчмарем і фермером. Потім він десять років працював у поштовій службі НДР, де обслуговував системами радіо- і телевізійного мовлення. Далі двадцять п’ять років пропрацював в інформаційно-документаційному центрі на заводі радіообладнання Stern-Radio.
Як радіоаматор, він багато років був керівником клубної станції в Зоннеберзі та членом екзаменаційної комісії в районі Зуль. 
В аматорському радіо він був головним чином активним у зоні УКХ і кілька років працював спікером УКХ у радіоклубі НДР. Ротгаммель зі своєї базової УКХ станції, розташованої у «Gaststätte Blockhütte» здійснив перші дальні з'єднання на 2-метровому діапазоні з радіоаматорами Франції, Великої Британії, Люксембургу, Бельгії, Данії та Нідерландів